# Bóveda (Amoeiro)
Bóveda (llamada oficialmente San Paio de Bóveda de Amoeiro) es una parroquia y una aldea española del municipio de Amoeiro, en la provincia de Orense, Galicia.

## Toponimia
La parroquia también es conocida por los nombres de San Paio de Bóveda y San Pelagio de Bóveda.

## Organización territorial
La parroquia está formada por trece entidades de población, constando siete de ellas en el nomenclátor del Instituto Nacional de Estadística español:
- Almuzada
- Araujo (Arruxo)
- Bacurín
- Barrio
- Bóveda
- Chacín
- Cruces (As Cruces)
- El Burgo (O Burgo)
- El Priorato (O Priorato)
- Outeiro de Bóveda (Outeiro)
- Sampayo (San Paio)
- Tiollo (O Tiollo)
- Vendanova

## Demografía

### Parroquia
| Gráfica de evolución demográfica de Bóveda (parroquia) entre 2000 y 2021 |
|                                                                          |
| Datos según el nomenclátor publicado por el INE.                         |

### Aldea
| Gráfica de evolución demográfica de Bóveda (aldea) entre 2000 y 2021 |
|                                                                      |
| Datos según el nomenclátor publicado por el INE.                     |